# Musa al-Kazim
Mūsā ibn Jaʿfar ibn Muhammad (al-Kāzim) (Arabisk: موسى بن جعفر الكاظم) (født 745-747 – døde 799) var den syvende imām i den shiitiske tolver-gren.
Mūsā al-Kāzim blev født i al-Abwāʿ (mellem Mekka og Medina). Hans mor var en berberisk umm walad ved navn Hamīda (eller Humayda) bint Saʿid al-Barbariyya (eller al-Andalusiyya).
I 762 deltog han i oprøret af Muhammad b. ʿAbd Allāh mod det abbasidiske styre. Da hans far døde i 765, opstod der splittelse mellem shiitterne med hensyn til hvem der var den rette efterfølger. Nogle af disse grupperinger døde ud med tiden, men af eksisterende grupperinger med forskellige syn på dette emne kan nævnes ismailismen og tolver-shiismen. Ismailitterne hævdede at Jaʿfar al-Sādiq havde udvalgt sin ældste søn (som døde inden sin fader) som imām, mens den gruppe der i dag kaldes tolvere, hævdede at Mūsā al-Kāzim allerede som barn var blevet udpeget som den kommende imām.
Da den abbasidiske kalif Abu Jaʿfar al-Mansūr fik budskab om al-Sādiqs død, sendte han spioner til Medina for at fastslå identiteden af den nye arving og derefter slå ham ihjel. Men al-Sādiq siges at have forventet dette træk, hvorfor han kort inden sin død havde givet til udtryk, at han havde udpeget fem arvinger, inklusiv al-Mansūr. Kaliffens plan blev derved afværget.
al-Kāzim bekendte sig til en stiltiende politik. Han hengav sig til bøn og religiøs fordybelse og som sin far, spredte han de shiitiske doktriner blandt sine disciple. Men alligevel blev han udsat for chikane af abbasiderne. Kalif al-Mansūrs efterfølger, al-Mahdī, satte Mūsā al-Kāzim i fængsel i Baghdad.
Mūsā al-Kāzim opholdt sig i Medina indtil Hārūn al-Rashīd overtog tronen i 786. Ni år efter blev al-Kāzim arresteret af Hārūn al-Rashīd. Under fangenskab lykkedes det dog al-Kāzim at opretholde kontakten med sine shia-tilhængere. En af de lokale tilhængere, ʿAlī b. Yaktīn (d. 798), fik besked på at udnytte sin indflydelse på myndighederne til shiitternes fordel. Denne nyhed vakte dog vrede hos Hārūn al-Rashīd, hvorfor han beordrede al-Kāzim dræbt. Mūsā al-Kāzim blev derefter myrdet ved forgiftning i et fængsel nær porten til Kūfa, kaldt al-Musayyab.
Ifølge nogle beretninger, skyldtes al-Kāzims død, Guds vrede på shiitterne, pga. shiitternes manglende loyalitet over for imāmen samt deres manglende overholdelse af det shiitiske taqiyya-princip (religiøs forstillelse). Mūsā al-Kāzim blev derefter begravet i gravpladsen makābir al-Shūnīzī eller makābir Kuraysh ved Bāb al-Tibn ("Halm-porten") i området som kaldes al-Kāzimiyya i det nordvestlige Baghdad. I den efterfølgende periode var det farligt for shiitter at besøge al-Kāzims grav. Hans grav var ikke desto mindre, sammen med graven af den niende imām Muhammad al-Taqī, et af de vigtigste pilgrimsdestinationer i Irak.
Mūsā al-Kāzim tilskrives en masse mirakler og var under sin levetid kendt for sin fromhed. Folk der har mødt al-Kāzim, har beskrevet ham som en hellig mand (walī allāh) eller som en del af abdāl (min al-abdāl). Kendte sufier som Maʿrūf al-Karkhī (d. 815-16) og Bishr al-Hāfī (d. 841-42) associeres også med Mūsā al-Kāzim. Det vides også at han var en god debattør; som ung bragte han Abū Hanīfa til tavshed og de kristne der kom til ham for at diskutere religion, blev vundet til islam.
Hans død førte til at en ny shia-retning opstod, wākifitterne. Denne gruppes navn kommer af udtrykket al-wākifa, som betyder "de der stopper", fordi deres imām-linje stopper med Mūsā al-Kāzim.
Imām al-Kāzim spillede også en stor rolle blandt mere heterodokse shiitiske grupper. Eksempelvis berettes det at al-Mufaddal b. ʿUmar al-Juʿfī havde besøgt og forsørget ham i fængslet i Baghdad. Mūsā al-Kāzim kaldt ham for sin "anden fader".
Sunnitiske kilder fremstiller generelt Mūsā al-Kāzim som en troværdig beretter, som dog kun menes at have nedleveret få beretninger.
Mūsā al-Kāzim var den imām der fik flest børn. Forskellige beretninger placerer antallet mellem i alt 33 og 60 børn. Nogle kilder omtaler 18 (eller 19) sønner og 23 døtre. Mūsā al-Kāzims efterkommere kaldes mūsāwītter og menes i dag at udgøre 70% af alle sayyider i det nuværende Iran. De fleste alevitiske dede'er sporer også deres slægt tilbage til Mūsā al-Kāzim. Som eksempel kan nævnes den store sufi Haji Bektash-i Wali.